# Temporada 1991 del Campeonato Mundial de Resistencia
La temporada 1991 del Campeonato Mundial de Resistencia fue la 39.ª temporada de las carreras de automovilismo del Campeonato Mundial de Sport Prototipos de la FIA. La FIA presentó el campeonato de 1991, que se disputó en una serie de ocho carreras desde el 14 de abril hasta el 28 de octubre de 1991. La serie estuvo abierta a los «sportscars» del Grupo C, con autos de Categoría 1 que cumplen con las nuevas reglas del Grupo C de 1991 y Categoría 2 a los que se ejecutan bajo las regulaciones anteriores a 1991. Teo Fabi ganó el Campeonato de Pilotos y Silk Cut Jaguar ganó de Equipos.

## Calendario
| Ronda | Carrera                   | Circuito                       | Lugar                    | Fecha                    |
| ----- | ------------------------- | ------------------------------ | ------------------------ | ------------------------ |
| 1     | 430 km de Suzuka          | Circuito de Suzuka             | Suzuka, Japón            | 14 de abril de 1991      |
| 2     | 430 km de Monza           | Autodromo Nazionale di Monza   | Monza, Italia            | 5 de mayo de 1991        |
| 3     | 430 km de Silverstone     | Circuito de Silverstone        | Silverstone, Reino Unido | 19 de mayo de 1991       |
| 4     | 24 Horas de Le Mans       | Circuito de la Sarthe          | Le Mans, Francia         | 22 y 23 de junio de 1991 |
| 5     | 430 km de Nürburgring     | Nürburgring                    | Nürburg, Alemania        | 18 de agosto de 1991     |
| 6     | 430 km de Magny-Cours     | Circuito de Nevers Magny-Cours | Magny-Cours, Francia     | 15 de septiembre de 1991 |
| 7     | Trofeo Hermanos Rodríguez | Autódromo Hermanos Rodríguez   | Ciudad de México, México | 6 de octubre de 1991     |
| 8     | 430 km de Autopolis       | Autopolis                      | Kamitsue, Japón          | 28 de octubre de 1991    |

Fuente: Motorsport Magazine

## Resultados

### Puntuaciones
| Posición | 1º | 2º | 3º | 4º | 5º | 6º | 7º | 8º | 9º | 10º |
| Puntos   | 20 | 15 | 12 | 10 | 8  | 6  | 4  | 3  | 2  | 1   |

- Los pilotos debían completar el 30% de la distancia de la carrera y solo manejar un auto para ganar puntos.

- A los equipos solo se les dieron puntos por el auto que más arriba acabase; Cualquier otro coche del equipo simplemente se saltó en la tabla de puntos. Sin embargo, aún se otorgaron puntos a sus conductores.

- Ni el piloto ni el equipo anotaban puntos si el auto no completaba el 90% de la distancia del ganador.

### Campeonato de Equipos
| Pos. | Equipo                 | SUZ | MNZ | SIL | LMS | NÜR | MAG | MEX | AUT | Puntos |
| ---- | ---------------------- | --- | --- | --- | --- | --- | --- | --- | --- | ------ |
| 1    | Silk Cut Jaguar        | NC  | 1   | 1   | 2   | 1   | 3   | 6   | 2   | 108    |
| 2    | Peugeot Talbot Sport   | 1   | 8   | 6   | Ret | Ret | 1   | 1   | 4   | 79     |
| 3    | Team Sauber Mercedes   | 2   | 3   | 2   | 5   | Ret | Ret | Ret | 1   | 70     |
| 4    | Euro Racing            | 4   | 4   | 5   | 12  | Ret | 4   | 4   | 6   | 54     |
| 5    | Mazdaspeed             | 6   | 7   | 11  | 1   | 5   | 7   | 9   | 8   | 47     |
| 6    | Porsche Kremer Racing  | 3   | 5   | 7   | 8   | 3   | 6   | Ret | Ret | 43     |
| 7    | Courage Compétition    | 5   | 9   | 9   | Ret | 6   | 9   | 7   | 7   | 28     |
| 8    | Team Salamin Primagaz  | 9   | Ret | NC  | NC  | 4   | 10  | 3   | Ret | 25     |
| 9    | Repsol Brun Motorsport | 7   | 6   | 7   | 10  | 7   | NC  | 8   | Ret | 22     |
| 10   | Konrad Motorsport      |     | Ret | Ret | 7   | 9   | Ret | Ret | Ret | 6      |
| Pos. | Equipo                 | SUZ | MNZ | SIL | LMS | NÜR | MAG | MEX | AUT | Puntos |